# Geografia Demokratycznej Republiki Konga

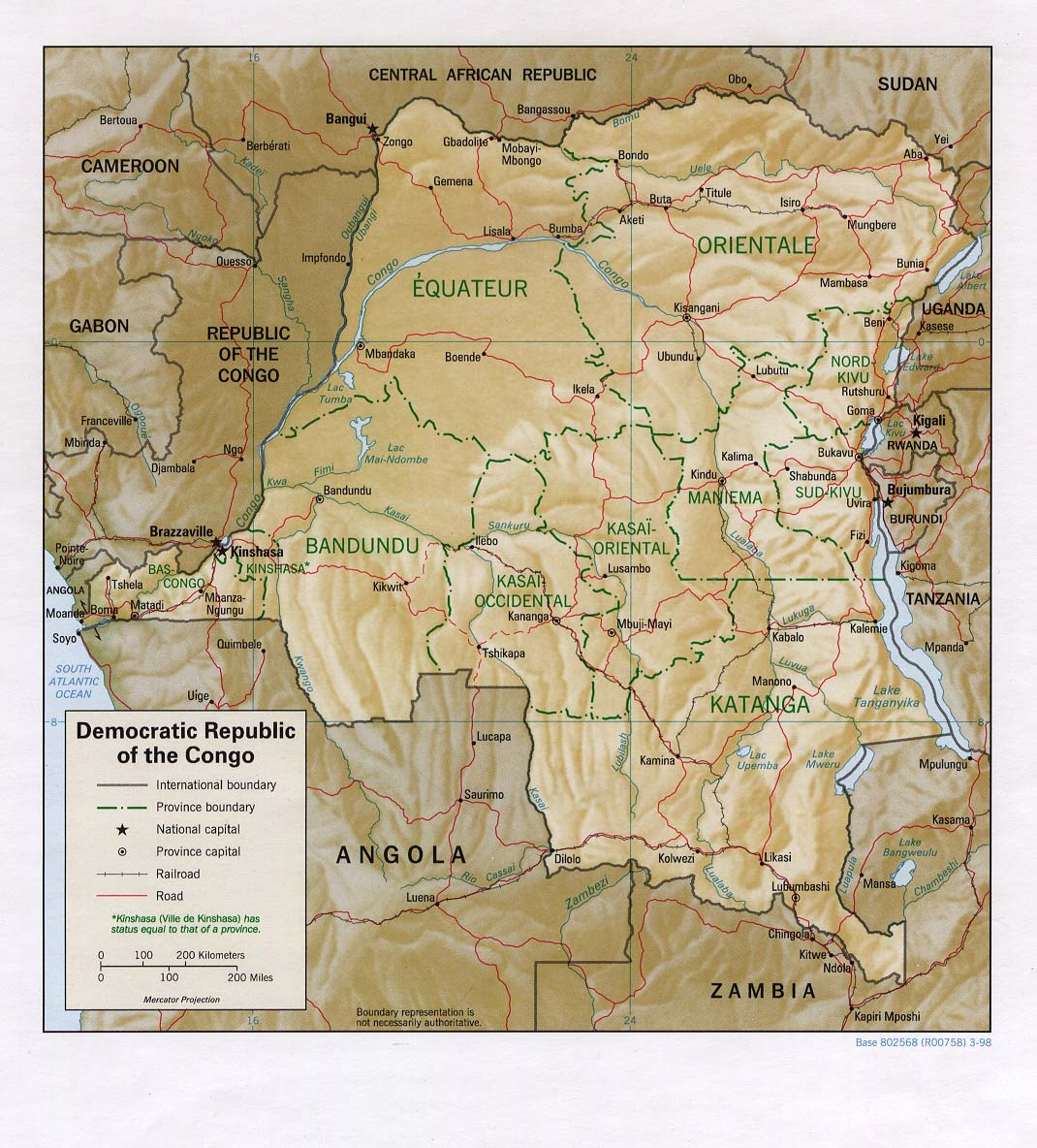
Mapa kraju

Geografia Demokratycznej Republiki Konga – dziedzina nauki zajmująca się badaniem Demokratycznej Republiki Konga pod względem geograficznym.
Demokratyczna Republika Konga (dawniej Zair (1971–97)) jest drugim co do wielkości państwem w Afryce, zajmującym 1/13 powierzchni kontynentu. Państwo leży w południowej części Afryki Środkowej po obu stronach równika w dorzeczu rzeki Kongo z dostępem do Oceanu Atlantyckiego. Niepodległość kraj ten uzyskał w 1960 roku, wcześniej był kolonią belgijską. Jest największym krajem na świecie, gdzie językiem urzędowym jest francuski (pomijając Kanadę, gdzie oprócz francuskiego językiem urzędowym jest też angielski). Poza francuskim w kraju używa się wielu rdzennych języków.

## Powierzchnia i granice
Demokratyczna Republika Konga leży w południowej części Afryki Środkowej po obu stronach równika w dorzeczu rzeki Kongo z dostępem do Oceanu Atlantyckiego . Jedna trzecia terytorium leży na półkuli północnej a dwie trzecie na południowej.
Demokratyczna Republika Konga jest drugim co do wielkości (po Algierii) państwem w Afryce . Jego powierzchnia wynosi 2 344 858 km² .
Kraj graniczy z następującymi państwami (w nawiasach podano długość granic) :
- Angolą – 2646 km
- Burundi – 236 km
- Kongo – 1229 km
- Republika Środkowoafrykańska – 1747 km
- Rwanda – 221 km
- Sudan Południowy – 714 km
- Tanzania – 479 km
- Uganda – 877 km
- Zambia – 2332 km

Łączna długość granic wynosi 10481 km . Długość linii brzegowej wynosi 37 km .

## Budowa geologiczna i rzeźba

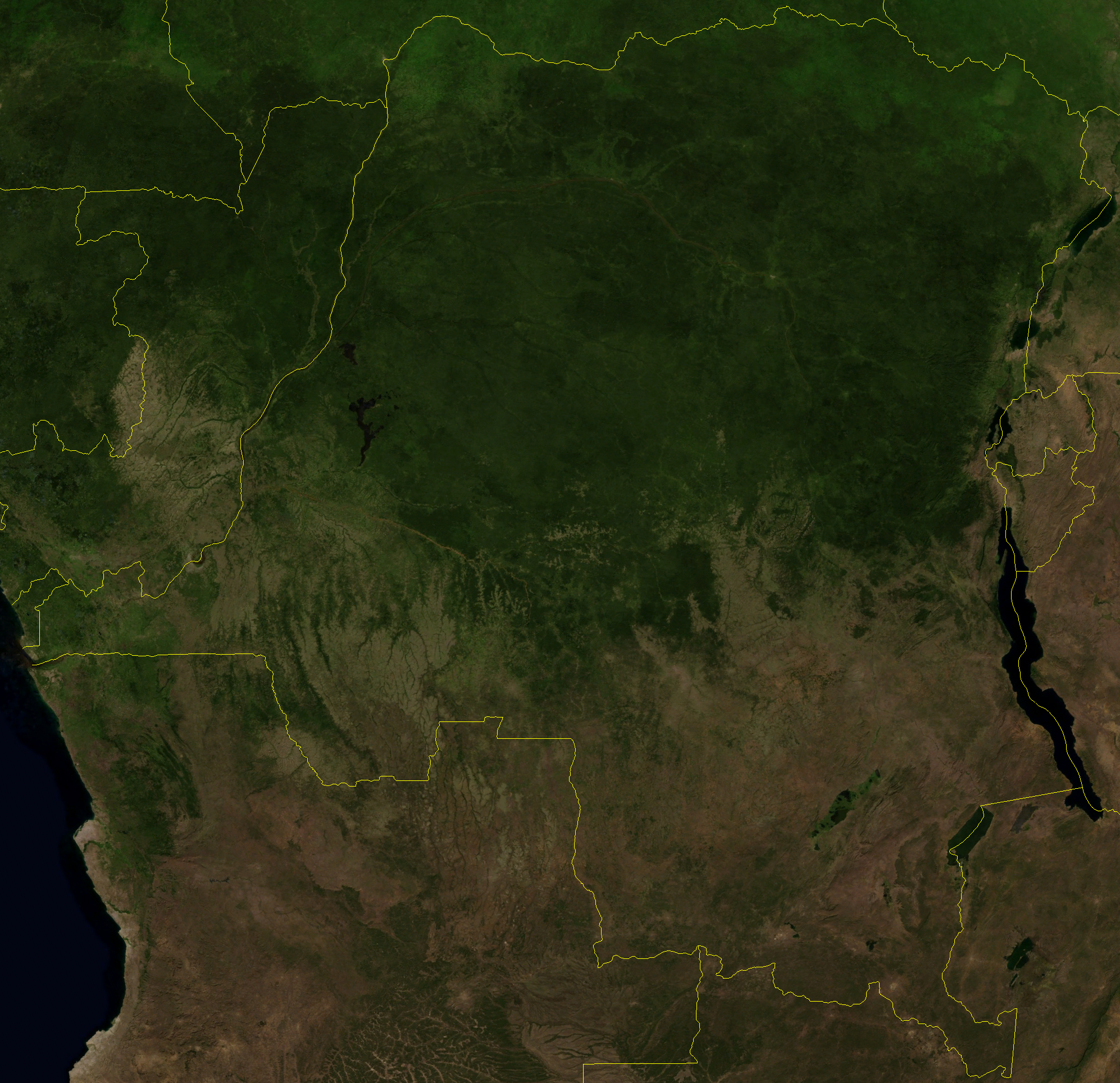
Widok Demokratycznej Republiki Konga z satelity

Większość terytorium Demokratycznej Republiki Konga zajmuje Kotlina Konga . Obszar kotliny to rozległy wklęsły teren położony na prekambryjskiej tarczy krystalicznej. Jest on wypełniony lądowymi osadami pochodzącymi z paleozoiku, mezozoiku i kenozoiku. Sama niecka powstała w okresie paleozoiku. Obecnie dno kotliny jest wypełnione zabagnionymi osadami jeziornymi i aluwialnymi. W zachodniej części kotliny leżą szczątkowe jeziora – Tumba i Mai-Ndombe. Najniższy punkt kotliny – 338 m n.p.m. – to jezioro Mai-Ndombe, a najwyższy – 700 m n.p.m. – to wzgórza Mobayi-Mbongo i Zongo na północy kraju .
Kotlina otoczona jest przez wypiętrzone masywy prekambryjskie. Tworzą one obecnie Próg Dolnogwinejski na zachodzie, na północy Wyżynę Ubangi i góry Mitumba na wschodzie.
Na południu kraju zalegają płytowe pokrywy skał osadowych, które są osadzone na krystalicznym podłożu. Występują tu tereny wyżynne, których wysokość wzrasta w kierunku południowo-wschodnim i osiąga tam ponad 2000 m n.p.m. Wyżyna Katanga, zwana też Wyżyną Shaby, leży w południowo-wschodniej części kraju. Poprzecinana jest zrębami i rowami tektonicznymi. W jednym z rowów leży jezioro Upemba.
Na wschodzie znajduje się Wielki Rów Zachodni, który częściowo jest wypełniony jeziorami – leżą tu m.in. jeziora Alberta, Edwarda Kiwu, Mweru i Tanganika . Wzdłuż rowu rozciągają się z północy na południe góry Mitumba dochodzące do 2990 m n.p.m. . Między jeziorami Alberta i Edwarda leży pasmo Ruwenzori z najwyższym szczytem kraju – Szczytem Małgorzaty na Górze Stanleya (5109 m n.p.m.) . Na północ od jeziora Kiwu wznoszą się wulkaniczne masywy Wirunga . Na terenie kraju znajdują się dwa aktywne wulkany Nyiragongo i Nyamuragira . Od zachodu Kotlinę Konga oddziela od Atlantyku Wyżyna Dolnogwinejska, której część stanowią góry Mayombe.

## Klimat
Wielkość obszaru Demokratycznej Republiki Konga sprawia, że klimat jest zróżnicowany. Kraj dzieli się na cztery strefy klimatyczne :
- Klimat równikowy wybitnie wilgotny – występuje w Kotlinie Konga oraz w wąskim pasie wybrzeża. Klimat ten cechuje się brakiem pory suchej. Deszcze padają tu co najmniej przez 140 dni w roku, a suma opadów waha się od 1800 do 2000 mm w ciągu roku. Na zboczach gór Mitumba występuje górska odmiana klimatu równikowego. Temperatury są stałe o niskich amplitudach. Wahają się od 24 do 27 °C, jednak im wyżej, tym są niższe. Na zboczach gór Mitumba jest zimniej, nawet o 10 °C.
- Klimat podrównikowy – występuje po obu stronach równika, czyli na północ od Kotliny Kongo i w jej południowej części. W strefie tej leżą płaskowyże i wyżyny otaczające kotlinę. Występuje tam jedna lub dwie pory suche. Im dalej od równika, tym opady są mniejsze. W Kinszasie pora sucha trwa 4 miesiące, a w Lubumbashi na południu kraju – 6 miesięcy. Średnia roczna wysokość opadów zmniejsza się do 1000 mm. Temperatury też ulegają zmianie, a konkretnie ich amplitudy. W okresach bezdeszczowych jest najgoręcej, temperatura wynosi średnio około 30 °C. Pod koniec pór deszczowych temperatury obniżają się do 20 °C. Dotyczy to zwłaszcza obszarów wysoko położonych. Sucha odmiana klimatu podrównikowego występuje jedynie na południowych krańcach Demokratycznej Republiki Konga. Pora sucha trwa co najmniej pół roku, do ośmiu miesięcy. Opady są niskie i nie przekraczają 1000 mm. W porach suchych jest gorąco, choć temperatury nie są tak duże jak w strefie sahelskiej. Jest to spowodowane tym, że obszar lądowy południowej części Afryki jest mniejszy niż północnej.
- Klimat górski – występuje na wysokich płaskowyżach wschodnich i w górach[5] .
- Klimat morski – na wybrzeżu Oceanu Atlantyckiego, pod wpływem Prądu Benguelskiego[5] .

| Miesiąc                                              | Sty | Lut | Mar | Kwi | Maj | Cze | Lip | Sie | Wrz | Paź | Lis | Gru | Roczna |
| ---------------------------------------------------- | --- | --- | --- | --- | --- | --- | --- | --- | --- | --- | --- | --- | ------ |
| Rekordy maksymalnej temperatury [°C]                 | 36  | 36  | 38  | 37  | 37  | 37  | 32  | 33  | 35  | 35  | 37  | 34  | 38     |
| Średnie temperatury w dzień [°C]                     | 28  | 29  | 30  | 30  | 29  | 26  | 25  | 27  | 28  | 28  | 28  | 28  | 28     |
| Średnie dobowe temperatury [°C]                      | 26  | 26  | 27  | 27  | 26  | 24  | 23  | 24  | 26  | 26  | 26  | 26  | 26     |
| Średnie temperatury w nocy [°C]                      | 23  | 23  | 23  | 23  | 23  | 21  | 20  | 21  | 22  | 23  | 23  | 23  | 22     |
| Rekordy minimalnej temperatury [°C]                  | 18  | 20  | 18  | 20  | 18  | 15  | 10  | 12  | 16  | 17  | 18  | 16  | 10     |
| Opady deszczu [mm]                                   | 146 | 125 | 177 | 200 | 125 | 6   | 2   | 3   | 35  | 129 | 249 | 171 |        |
| Średnia liczba dni deszczowych                       | 10  | 8   | 11  | 12  | 10  | 2   | 1   | 3   | 5   | 10  | 12  | 11  | 95     |
| Źródło: weatherbase.com 22 kwietnia 2020             |     |     |     |     |     |     |     |     |     |     |     |     |        |
| Źródło #2: climate-data.org (opady) 22 kwietnia 2020 |     |     |     |     |     |     |     |     |     |     |     |     |        |

## Wody

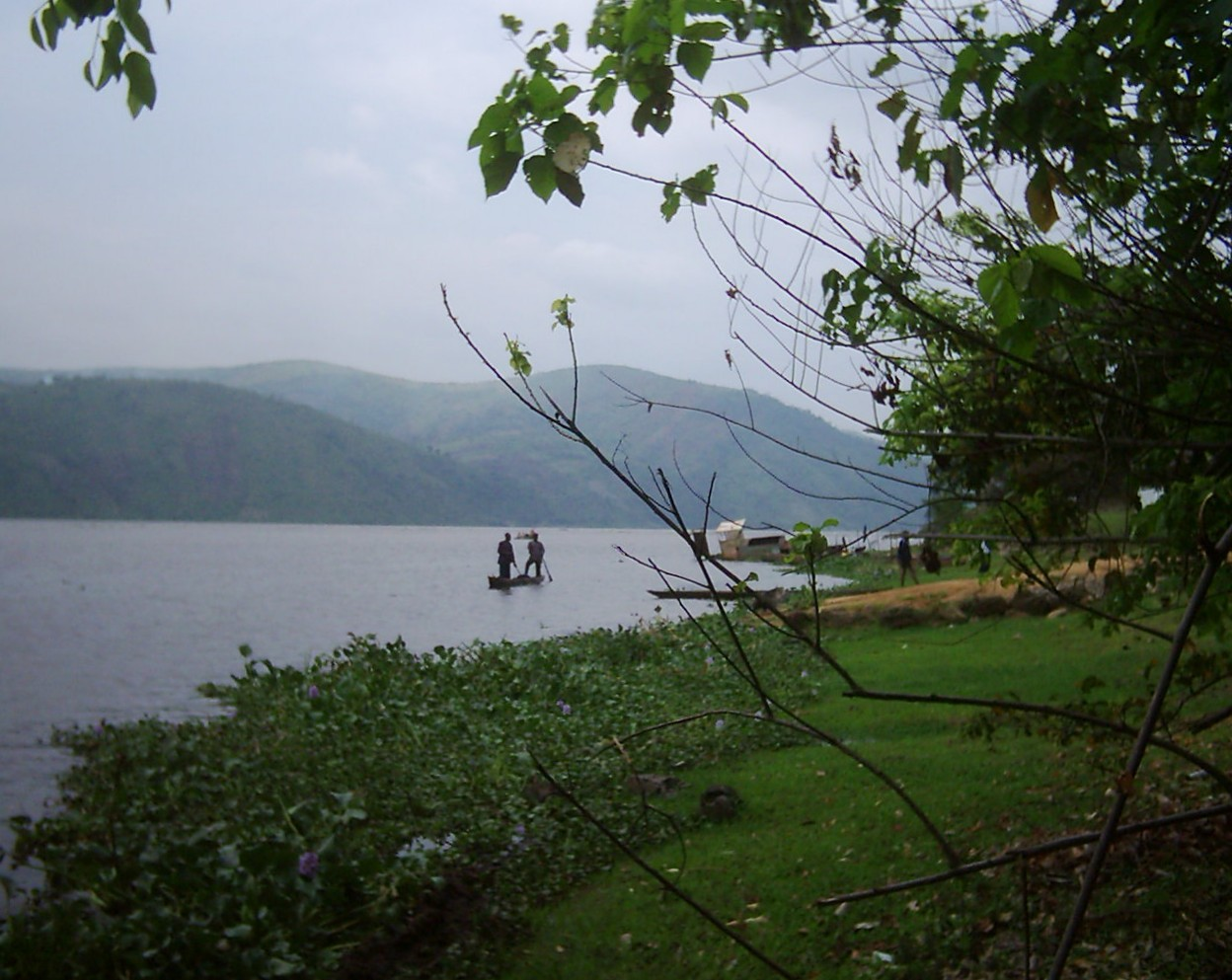
Rzeka Kongo

Na terenie kraju znajduje się druga co do wielkości (po Nilu) rzeka Afryki – Kongo . Pod względem ilości niesionej wody Kongo jest drugą rzeką po Amazonce – niesie około 41 tys. m³ na sekundę u ujścia . Kongo ma 4700  km długości, co czyni ją dziewiątą pod względem długości rzeką świata.
Cały system rzeczny Konga jest zaliczany do jednych z największych systemów rzecznych świata. Dorzecze Kongo zajmuje 3,5 mln km² – prawie całą powierzchnię kraju a także większą część Kongo, Republiki Środkowoafrykańskiej, wschodniej Zambii, północnej Angoli oraz część Kamerunu i Tanzanii . W dorzeczu znajduje się gęsta sieć rzek o dużych zasobach energii wodnej .
Największe dopływy Konga to :
- prawobrzeżne
  - Luapula
  - Aruwimi
  - Ubangi
- lewobrzeżne
  - Lomami
  - Ruki
  - Kasai

Długość żeglownych odcinków Konga wynosi 13,5 tysiąca kilometrów. Liczne progi i wodospady, m.in. Wodospady Livingstone’a, uniemożliwiają żeglugę na wielu odcinkach .
W północno-wschodniej części kraju, wzdłuż najwyższych szczytów łańcucha Mitumba oraz Gór Błękitnych przebiega dział wodny między Nilem a Kongiem. Do zlewiska Nilu należą niewielkie cieki wodne, m.in. Rutshuru, która płynie malowniczą doliną górską, stanowiącą część Rowu Środkowoafrykańskiego. Na dnie tego rowu leżą duże jeziora, m.in. w obszarze dorzecza Nilu Jezioro Alberta i Jezioro Edwarda, w dorzeczu Konga: Kiwu i Tanganika. Na zachodzie leżą jeziora szczątkowe Mai-Ndombe i Tumba – pozostałości rozległego jeziora trzeciorzędowego .

## Gleby
Pokrywa glebowa państwa jest strefowa, uzależniona od stref klimatycznych, związanych z nimi opadów i wielu innych czynników. Do tego trzeba dodać samą wielkość kraju, który zajmuje spory obszar kontynentu. W Kotlinie Konga, po obu stronach równika występują gleby ferralitowe, na których rosną lasy tropikalne. Są one barwy czerwonożółtej. Gleby te mają grubą miąższość, ponieważ w warunkach wilgotnych jakie panują w klimacie deszczowym, skały intensywnie wietrzeją. Minerały pierwotne ulegają więc całkowitemu rozkładowi. Ferrality te są jednak mało próchniczne, ponieważ masa organiczna ulega szybkiej mineralizacji.
Po obydwu stronach kotliny podłoże pokryte jest czerwonymi glebami ferruginowymi, są to gleby typowe dla lasów okresowo wilgotnych i wysokotrawiastych sawann. Gleby te są żyźniejsze od gleb wilgotnych lasów równikowych. W porze suchej gleby te wysychają i w wyniku wytrącania uwodnionych tlenków żelaza uzyskują czerwone zabarwienie. Gleby te mają dużą miąższość próchniczną. Na stokach gór Mitumba, występują górskie odmiany tych gleb. Na pokrywach wulkanicznych można zaś spotkać kambisole. Zachodnią część Demokratycznej Republiki Konga, gdzie tereny są zabagnione, występują żyzne gleysole. Ujście rzeki Kongo jest pokryte bagiennymi glebami namorzynowymi.

## Flora i fauna
Świat flory i fauny cechuje ogromne bogactwo gatunków i zróżnicowanie według stref klimatycznych .

### Flora

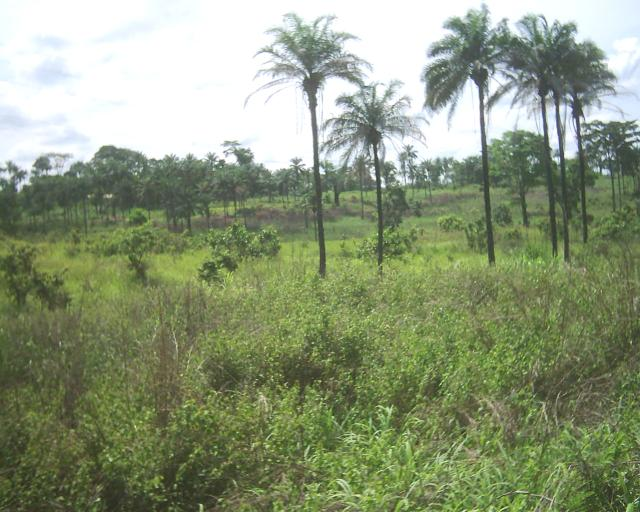
Mozaika leśno-sawannowa Kotliny Konga

Lasy pokrywają prawie 68% powierzchni kraju (stan na 2011 rok) . Niemal cały obszar Kotliny Konga porośnięty jest wiecznie zielonymi lasami tropikalnymi. Lasy te charakteryzują się bogactwem gatunków. Wstępują tu m.in. gatunki dostarczające drewna mahoniowego, hebanowego, limbowego, wenge, agba, iroko i sapele . Rosną tu też rafie i agawy sizalowe . Lasy Kotliny Konga cechują się także wielowarstwową strukturą drzew i trwałością procesów fizjologicznych. Drzewa osiągają wysokość od 40 do 50 metrów .
Obrzeża kotliny, ale także obszary leżące w samej kotlinie, porośnięte są mozaiką lasów i gęstych drzewiastych sawann. Obszary zachodnie, w ujściu Konga, pokryte są bagiennymi lasami, które są okresowo zalewane. Lasy te są znacznie uboższe gatunkowo niż lasy równikowe. Cechą charakterystyczną tychże lasów są korzenie oddechowe, tzw. pneumatofory, wystające ponad pokrywę glebową.
Zbocza gór na wschodzie, ponad piętrem lasów równikowych, porastają lasy górskie . Drzewa tych lasów są niższe niż drzewa rosnące w kotlinie. Do ok. 3800 m n.p.m. występują zarośla subalpejskie, a powyżej roślinność afroalpejska .
Na północ i na południe od Kotliny Konga występują suche lasy, zrzucające liście w porze suchej. Lasy te w głównej mierze porastają południe kraju. Im dalej na południe, tym lasów jest mniej i pojawia się gęsta sawanna gwinejska. Są to sawanny porośnięte drzewami i wysokimi trawami. Dalej na południe sawanny są nieco rzadsze, a Wyżynę Katanga porastają lasy tropikalne, których wszystkie drzewa całkowicie tracą liście w porze suchej. Niektóre odcinki wybrzeża, zwłaszcza przy ujściu Konga, porastają lasy namorzynowe z charakterystycznymi wyniesionymi ponad lustro wody korzeniami .

### Fauna

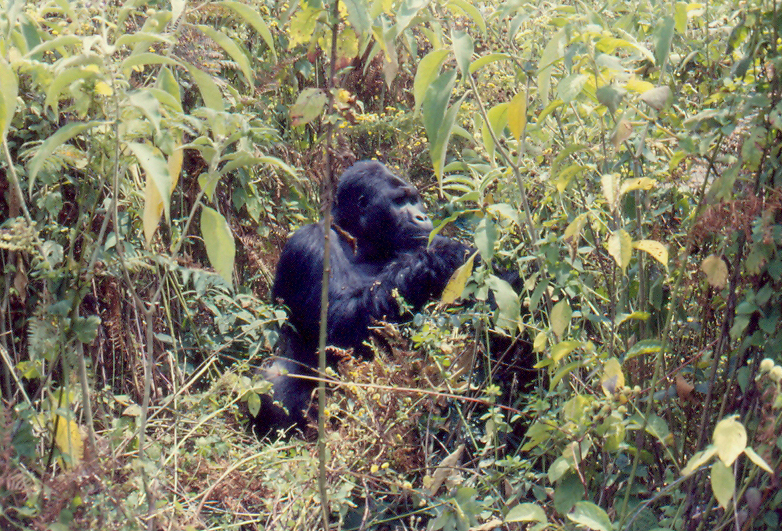
Goryl w górskich rejonach Demokratycznej Republiki Konga

Świat zwierząt cechuje ogromne bogactwo gatunków. Poza mnogością małp żyjących na drzewach lasów tropikalnych, w górach można spotkać goryle. Wśród większych gatunków małp, poza gorylami, występuje wiele pawianów i koczkodanów. Ze względu na dużą ilość cieków wodnych w Kongu żyje wiele krokodyli i hipopotamów . Rzeki Demokratycznej Republiki Konga cechuje duże bogactwo gatunkowe ryb, m.in. sumokształtne, węgorzokształtne, pielęgnicowate i ryby elektryczne . W najbardziej niedostępnych miejscach lasów można spotkać spokrewnione z żyrafą okapi leśne. Wyjątkowa jest też różnorodność ptaków, wiele z nich ma wielokolorowe upierzenie, np. bananojady i dzioborożce.
Obszary suchych lasów i sawann także są bogate w rozmaite gatunki zwierząt. Występuje tam szeroki wachlarz zwierząt kojarzonych z kontynentem afrykańskim, takich jak lwy, słonie, bawoły czy hieny, a także antylopy i żyrafy.

### Ochrona przyrody
W Demokratycznej Republice Konga utworzono dotychczas 9 parków narodowych a także wiele obszarów ochronnych dla ochrony zarówno roślin, jak i zwierząt . Założony w 1925 roku Wirunga był pierwszym parkiem narodowym na terenie Afryki . Przyroda jest zagrożona ze względu na kłusownictwo i trwające w kraju konflikty zbrojne.
Cztery parki narodowe: Park Narodowy Wirunga, Park Narodowy Kahuzi-Biéga, Park Narodowy Garamba i Park Narodowy Salonga zostały wpisane na listę światowego dziedzictwa UNESCO i z uwagi na zagrożenia znajdują się liście światowego dziedzictwa w zagrożeniu.

## Demografia
Liczba ludności Demokratycznej Republiki Konga szacowana jest w roku 2020 na prawie 102 miliony . Kraj charakteryzuje wysokie zróżnicowanie etniczne – ludność pochodzi z ponad 200 grup etnicznych, przy czym największa grupa to Bantu .
Językiem urzędowym jest francuski, lecz powszechnie używany jest język lingala, a część ludności posługuje się językami kongo-suahili, kikongo i luba . W użyciu jest ponad 200 języków .
Prawie 30% Kongijczyków jest wyznania katolickiego, ok. 27% protestanckiego, ok. 3% wyznaje Kimbangizm a nieco ponad 1% islam .
Wskutek toczących się konfliktów wielu mieszkańców było zmuszonych uchodzić z kraju – na koniec 2015 roku za granicą pozostawało ponad pół miliona uchodźców kongijskich . Demokratyczna Republika Konga jest także celem dla uchodźców z okolicznych państw, m.in. Rwandy, Republiki Środkowoafrykańskiej i Burundi .

## Gospodarka
Na terenie Demokratycznej Republiki Konga występują złoża kobaltu, miedzi, niobu, tantalu, ropy naftowej, diamentów, złota, srebra, cynku, manganu, cyny, uranu i węgla . Kraj posiada ok. 13% światowych zasobów energii wodnej .
Pomimo licznych bogactw naturalnych, kraj należy do najbiedniejszych w Afryce . Według szacunków ok. 63% populacji żyje poniżej granicy ubóstwa (stan na 2014 rok) .
Rozwój gospodarczy kraju hamowany jest przez niestabilność polityczną, liczne konflikty zbrojne i korupcję . Wskutek trwającej przez wiele lat wojny domowej, spadła produkcja i wzrosło zadłużenie . Po zawarciu porozumień pokojowych warunki gospodarcze zaczęły powoli poprawiać się, a rząd rozpoczął wdrażanie reform gospodarczych – postęp jest jednak niewielki z uwagi na niestabilność polityczną, biurokrację i korupcję . Rozwój sektora wydobywczego i eksport surowców był głównym źródłem wzrostu gospodarczego do 2015 roku . Spadek cen surowców na rynkach światowych, przede wszystkim cen miedzi, w połączeniu z niestabilną sytuacją wewnętrzną i korupcją doprowadził do spowolnienia i wysokiej inflacji . Duża część działalności gospodarczej ma charakter nieformalny .
W 2017 roku udział przemysłu w PKB wynosił 43,6%, usług 36,7% i rolnictwa – 19,7% . Przemysł to przede wszystkim wydobycie surowców i ich przetwarzanie, produkcja tekstylna, obuwia, plastiku i papierosów, przemysł metalurgiczny, spożywczy i drzewny . Rolnictwo opiera się na produkcji przede wszystkim kawy, cukru, oleju palmowego, gumy, herbaty, kakao, manioku i bananów .